# 福島県幼稚園一覧
福島県幼稚園一覧（ふくしまけんようちえんいちらん）は、福島県の幼稚園の一覧。

## 国立幼稚園
- 福島大学附属幼稚園

## 公立幼稚園

### 福島市
- 福島市立森合幼稚園
- 福島市立杉妻幼稚園
- 福島市立渡利幼稚園
- 福島市立岡山幼稚園
- 福島市立清水幼稚園
- 福島市立おおとり幼稚園
- 福島市立大笹生幼稚園
- 福島市立笹谷幼稚園
- 福島市立にしね幼稚園
- 福島市立佐倉幼稚園
- 福島市立まつかわ西幼稚園
- 福島市立ひらの幼稚園
- 福島市立まつかわ東幼稚園
- 福島市立金谷川幼稚園
- 福島市立平田幼稚園
- 福島市立ほうらい幼稚園
- 福島市立北沢又幼稚園
- 福島市立庭塚幼稚園
- 福島市立ふくしま南幼稚園
- 福島市立ふくしま東幼稚園
- 福島市立ふくしま西幼稚園
- 福島市立飯野幼稚園

### 会津若松市
- 会津若松市立荒舘幼稚園
- 会津若松市立川南幼稚園
- 会津若松市立河東第一幼稚園
- 会津若松市立河東第三幼稚園

### いわき市
- いわき市立湯本第一幼稚園
- いわき市立湯本第二幼稚園
- いわき市立湯本第三幼稚園
- いわき市立磐崎幼稚園
- いわき市立藤原幼稚園
- いわき市立江名幼稚園
- いわき市立高坂幼稚園
- いわき市立内町幼稚園
- いわき市立宮幼稚園
- いわき市立錦幼稚園
- いわき市立玉川幼稚園
- いわき市立四倉第一幼稚園
- いわき市立四倉第二幼稚園
- いわき市立四倉第三幼稚園
- いわき市立四倉第四幼稚園
- いわき市立西小名浜幼稚園
- いわき市立汐見が丘幼稚園
- いわき市立すずかけ幼稚園

### 白河市
- 白河市立白坂幼稚園
- 白河市立小田川幼稚園
- 白河市立五箇幼稚園
- 白河市立関辺幼稚園
- 白河市立ひがし幼稚園
- 白河市立表郷幼稚園
- 白河市立大信幼稚園
- 白河市立大沼幼稚園

### 須賀川市
- 須賀川市立和田幼稚園
- 須賀川市立小塩江幼稚園
- 須賀川市立稲田幼稚園
- 須賀川市立仁井田幼稚園
- 須賀川市立大東幼稚園
- 須賀川市立長沼幼稚園
- 須賀川市立白方幼稚園
- 須賀川市立白江幼稚園

### 喜多方市
- 喜多方市立第一幼稚園
- 喜多方市立第二幼稚園
- 喜多方市立松山幼稚園
- 喜多方市立上三宮幼稚園
- 喜多方市立岩月幼稚園
- 喜多方市立関柴幼稚園
- 喜多方市立熊倉幼稚園
- 喜多方市立慶徳幼稚園
- 喜多方市立豊川幼稚園
- 喜多方市立すぎっこ幼稚園

### 相馬市
- 相馬市立玉野幼稚園
- 相馬市立大野幼稚園
- 相馬市立飯豊幼稚園
- 相馬市立八幡幼稚園
- 相馬市立日立木幼稚園
- 相馬市立山上幼稚園
- 相馬市立磯部幼稚園

### 二本松市
- 二本松市立大平幼稚園
- 二本松市立塩沢幼稚園
- 二本松市立杉田幼稚園
- 二本松市立はらせ幼稚園
- 二本松市立石井幼稚園
- 二本松市立小浜幼稚園
- 二本松市立新殿幼稚園
- 二本松市立旭幼稚園
- 二本松市立油井幼稚園
- 二本松市立渋川幼稚園
- 二本松市立上川崎幼稚園
- 二本松市立下川崎幼稚園
- 二本松市立木幡幼稚園
- 二本松市立針道幼稚園
- 二本松市立戸沢幼稚園
- 二本松市立太田幼稚園

### 田村市
- 田村市立滝根幼稚園
- 田村市立大越こども園
- 田村市立都路こども園
- 田村市立岩井沢幼稚園
- 田村市立常葉幼稚園
- 田村市立瀬川幼稚園
- 田村市立船引南幼稚園
- 田村市立芦沢幼稚園
- 田村市立緑幼稚園
- 田村市立要田幼稚園

### 南相馬市
- 南相馬市立高平幼稚園
- 南相馬市立大甕幼稚園
- 南相馬市立太田幼稚園
- 南相馬市立石神第一幼稚園
- 南相馬市立石神第二幼稚園
- 南相馬市立鹿島幼稚園
- 南相馬市立上真野幼稚園
- 南相馬市立真野幼稚園
- 南相馬市立八沢幼稚園
- 南相馬市立小高幼稚園
- 南相馬市立金房幼稚園
- 南相馬市立鳩原幼稚園
- 南相馬市立福浦幼稚園

### 伊達市
- 伊達市立富野幼稚園
- 伊達市立伏黒幼稚園
- 伊達市立梁川幼稚園
- 伊達市立粟野幼稚園
- 伊達市立堰本幼稚園
- 伊達市立大田幼稚園
- 伊達市立保原幼稚園
- 伊達市立柱沢幼稚園
- 伊達市立富成幼稚園
- 伊達市立伊達幼稚園
- 伊達市立掛田幼稚園
- 伊達市立月舘幼稚園

### 本宮市
- 本宮市立五百川幼稚園
- 本宮市立岩根幼稚園
- 本宮市立糠沢幼稚園
- 本宮市立和田幼稚園
- 本宮市立白岩幼稚園

### 伊達郡
- 桑折町立醸芳幼稚園
- 桑折町立半田醸芳幼稚園
- 桑折町立睦合幼稚園
- 桑折町立伊達崎幼稚園
- 国見町立くにみ幼稚園
- 川俣町立川俣幼稚園
- 川俣町立福田幼稚園
- 川俣町立山木屋幼稚園
- 川俣町立川俣南幼稚園
- 川俣町立富田幼稚園

### 安達郡
- 大玉村立大山幼稚園
- 大玉村立玉井幼稚園

### 岩瀬郡
- 鏡石町立鏡石幼稚園
- 鏡石町立成田幼稚園
- 天栄村立天栄幼稚園

### 南会津郡
- 南会津町立舘岩幼稚園

### 耶麻郡
- 北塩原村立北山幼稚園
- 北塩原村立大塩幼稚園
- 北塩原村立裏磐梯幼稚園
- 磐梯町立磐梯幼稚園
- 猪苗代町立猪苗代幼稚園
- 猪苗代町立翁島幼稚園
- 猪苗代町立千里幼稚園
- 猪苗代町立長瀬幼稚園
- 猪苗代町立吾妻幼稚園
- 猪苗代町立みどり幼稚園

### 河沼郡
- 会津坂下町立片門幼稚園
- 会津坂下町立坂下幼稚園
- 会津坂下町立若宮幼稚園
- 会津坂下町立金上幼稚園
- 会津坂下町立広瀬幼稚園
- 会津坂下町立川西幼稚園
- 会津坂下町立八幡幼稚園
  - 会津坂下町立八幡幼稚園坂本分園

### 大沼郡
- 会津美里町立赤沢幼稚園
- 会津美里町立本郷幼稚園
- 会津美里町立新鶴幼稚園

### 西白河郡
- 西郷村立西郷幼稚園
- 泉崎村立泉崎幼稚園
- 中島村立中島幼稚園
- 矢吹町立矢吹幼稚園
- 矢吹町立三神幼稚園
- 矢吹町立中畑幼稚園
- 矢吹町立中央幼稚園

### 東白川郡
- 棚倉町立棚倉幼稚園
- 棚倉町立社川幼稚園
- 棚倉町立高野幼稚園
- 棚倉町立近津幼稚園
- 矢祭町立矢祭幼稚園
- 矢祭町立下関河内幼稚園
- 塙町立高城幼稚園
- 塙町立塙幼稚園
- 塙町立常豊幼稚園
- 塙町立笹原幼稚園

### 石川郡
- 石川町立野木沢幼稚園
- 玉川村立いずみ幼稚園
- 玉川村立すがま幼稚園
- 平田村立蓬田幼稚園
- 平田村立小平幼稚園
- 浅川町立浅川幼稚園
- 古殿町立古殿幼稚園
  - 古殿町立古殿幼稚園論田分園

### 田村郡
- 三春町立中郷幼稚園
- 三春町立岩江幼稚園
- 小野町立小野わかば幼稚園
- 小野町立浮金つつじ児童園
- 小野町立羽出庭つくし児童園

### 双葉郡
- 楢葉町立楢葉南幼稚園
- 楢葉町立楢葉北幼稚園
- 富岡町立富岡幼稚園
- 富岡町立夜の森幼稚園
- 大熊町立幼稚園
- 双葉町立ふたば幼稚園
- 浪江町立大掘幼稚園
- 浪江町立苅野幼稚園
- 葛尾村立葛尾幼稚園

### 相馬郡
- 飯舘村立草野幼稚園
- 飯舘村立飯樋幼稚園

## 私立幼稚園

### 福島市
- 桜の聖母学院幼稚園
- 福島学院大学附属幼稚園
- 蓬莱もみじ幼稚園
- 福島文化幼稚園
- 福島文化瀬上幼稚園
- 福島文化笹谷幼稚園
- めばえ幼稚園
- 福島めばえ幼稚園
- 三育幼稚園
- 西部三育幼稚園
- みその幼稚園
- 福島愛隣幼稚園
- さくら幼稚園
- 福島わかば幼稚園
- 飯坂恵泉幼稚園
- 福島わかくさ幼稚園
- 学校法人白百合学園
- 福島ルンビニー幼稚園
- 福島カトリック幼稚園
- 福島こひつじ幼稚園

### 会津若松市
- 会津若松ザベリオ学園幼稚園
- 若松第一幼稚園
- 若松第二幼稚園
- 若松第三幼稚園
- 会津若葉幼稚園
- 菅原若葉幼稚園
- みなみ若葉幼稚園
- 白梅幼稚園
- 東行仁幼稚園
- 会津慈光幼稚園
- 慈光第二幼稚園
- みづほ幼稚園
- こばと幼稚園
- 東明幼稚園
- 若松聖愛幼稚園

### 郡山市
- 郡山女子大学附属幼稚園
- 尚志幼稚園
- 尚志緑ケ丘幼稚園
- 郡山ザベリオ学園幼稚園
- たちばな幼稚園
- たちばな西幼稚園
- 双葉幼稚園
- 双葉第二幼稚園
- あけぼの幼稚園
- 柴宮幼稚園
- 富久山西幼稚園
- 富久山幼稚園
- エムポリアム幼稚園
- 並木幼稚園
- 小原田幼稚園
- 多田野幼稚園
- 富田幼稚園
- 片平幼稚園
- 小山田幼稚園
- わかば幼稚園
- 田村町つつみ幼稚園
- 大槻中央幼稚園
- 開南幼稚園
- 東部朝風幼稚園
- 安積町つつみ幼稚園
- 湖南幼稚園
- たから幼稚園
- みどり幼稚園
- 大谷幼稚園
- 希望ヶ丘幼稚園
- 安積幼稚園
- セントポール幼稚園
- みらい幼稚園
- めぐみ幼稚園

### いわき市
- いわき短期大学附属幼稚園
- 平第一幼稚園
- 平第二幼稚園
- 九品寺附属幼稚園
- 九品寺附属平窪幼稚園
- 錦星幼稚園
- 泉幼稚園
- 遠野町まこと幼稚園
- まこと幼稚園
- 入遠野まこと幼稚園
- 平幼稚園
- 寿幼稚園
- 久之浜第一幼稚園
- いわき幼稚園
- 白ばら幼稚園
- ありす幼稚園
- あかい幼稚園
- 小川幼稚園
- 金谷幼稚園
- 千鳥幼稚園
- はな幼稚園
- 船戸幼稚園
- かしま幼稚園
- さかえ幼稚園
- ほうとく幼稚園
- 神谷幼稚園
- はるな幼稚園
- 勿来リズム学園幼稚園
- 勿来幼稚園
- 郷ケ丘幼稚園
- 明徳館幼稚園
- 小名浜白百合幼稚園
- 勿来カトリック幼稚園
- 聖テモテ幼稚園
- 清風幼稚園
- いなり幼稚園
- 平みどり幼稚園
- わかぎ幼稚園
- あざみ野幼稚園

### 白河市
- 白河幼稚園
- 西幼稚園
- 白河東幼稚園
- 丘の上幼稚園
- 白河カトリック幼稚園

### 須賀川市
- 杉の子幼稚園
- 須賀川幼稚園
- 栄光幼稚園
- 愛星幼稚園
- 天泉幼稚園

### 喜多方市
- 喜多方カトリック千草幼稚園
- 信愛幼稚園
- 喜多方教会附属いずみ幼稚園
- 塩川幼稚園

### 相馬市
- 中村幼稚園
- 原釜幼稚園
- みどり幼稚園

### 二本松市
- 二本松幼稚園
- まゆみ幼稚園
- 同朋幼稚園
- 二本松カトリック幼稚園
- 岩代幼稚園

### 田村市
- わかくさ幼稚園

### 南相馬市
- 青葉幼稚園
- 原町みなみ幼稚園
- さゆり幼稚園
- 小高教会幼稚園

### 伊達市
- 保原教会幼稚園
- 神愛幼稚園

### 本宮市
- 本宮幼稚園

### 南会津郡
- 田島カトリック暁の星幼稚園

### 岩瀬郡
- 岡ノ内幼稚園
- 鏡石栄光幼稚園

### 大沼郡
- 会津高田幼稚園

### 西白河郡
- 聖和幼稚園
- 西郷幼稚園

### 石川郡
- 石川文化幼稚園

### 田村郡
- 三春幼稚園

### 双葉郡
- 浪江幼稚園
- アスナロ幼稚園
- 富岡幼稚園